# Elof Jäderholm
Axel Elof Jäderholm, född 24 juli 1868 i Söderhamn, död 5 mars 1927, var en svensk zoolog och läroverkslektor.
Jäderholm blev filosofie kandidat vid Uppsala universitet 1892, filosofie licentiat och filosofie doktor 1898, adjunkt i Örebro 1905, lektor i biologi och kemi i Västervik 1905 och lektor i samma ämnen i Norrköping 1913. Han företog flera forskningsresor till ett flertal europeiska länder samt Jamaica och utgav många zoologiska arbeten, publicerade i bland annat Vetenskapsakademiens Handlingar, behandlande företrädesvis kavitetsdjur (Coelenterata).